# Gangasnadra, Gubbi
Gangasnadra là một làng thuộc tehsil Gubbi, huyện Tumkur, bang Karnataka, Ấn Độ.